# Edmund Komáromy

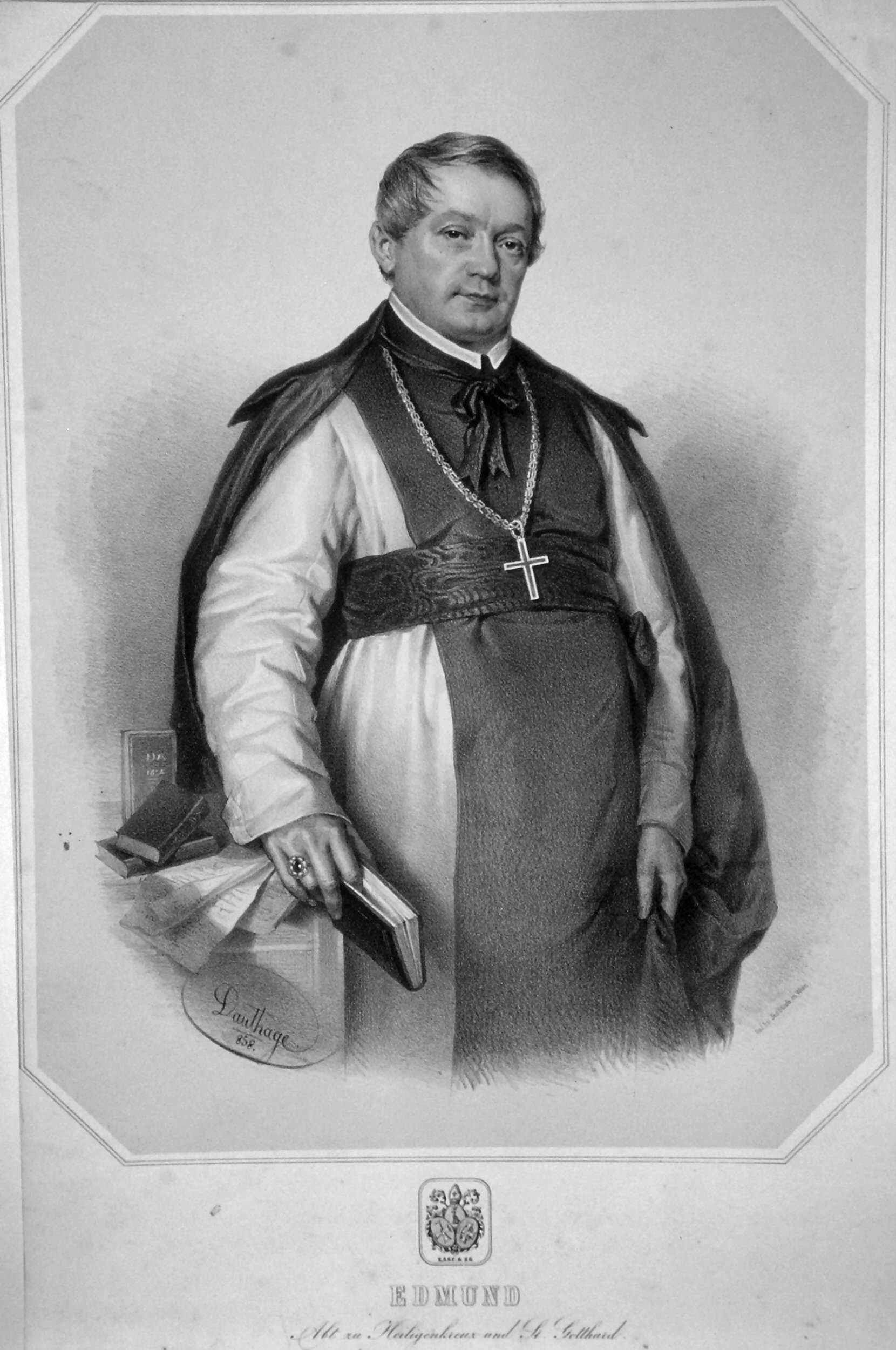
Edmund Komáromy (Lithographie von Adolf Dauthage)

Edmund Komáromy OCist (* 22. Dezember 1805 in Güns, Ungarn; † 10. April 1877 in Wien) war 61. Abt des Stiftes Heiligenkreuz bei Wien, Bürgermeister der Gemeinde Heiligenkreuz und letzter Abt des Stifts St. Gotthard.

## Leben
Er trat am 12. November 1825 in Heiligenkreuz ein und feierte am 22. August 1830 seine Primiz. Nach Einsätzen als Aushilfspriester und provisorischer Pfarrverweser in Guntramsdorf setzte er seine Studien fort und wurde 1835 Professor für Dogmatik am Institutum Theologicum und Präfekt der Juniores. 1841 wählte ihn der Konvent zum Abt der vereinigten Stifte Heiligenkreuz und St. Gotthard in Ungarn.
Während seiner Amtszeit wurde 1842 der Heiligenkreuzer Ortsfriedhof angelegt und 1866 auf die doppelte Fläche erweitert. 1869 wurde die wiederhergestellte hölzerne Kapelle in Preinsfeld geweiht. Ab 1871 ließ er die barocken Altäre in der Stiftskirche entfernen, gleichzeitig wurde mit der Öffnung und Ergänzung der zur Hälfte zugemauerten Glasfenster sowie der Regotisierung des Hallenchores begonnen. Die Arbeiten, von der Forschungs- und Überzeugungsarbeit des Wilhelm Neumann maßgeblich beeinflusst, kamen erst unter dem Nachfolgerabt Heinrich Grünbeck 1894 zum Abschluss.
Am 18. Juli 1850 wurde er vom Wahlausschuss der nach dem österreichischen Gemeindegesetz neu konstituierten Ortsgemeinde Heiligenkreuz zum ersten Bürgermeister von Heiligenkreuz gewählt. Nach sechsjähriger Amtszeit legte Komáromy 1856 das Bürgermeisteramt nieder.
Komáromy war kaiserlich und königlicher Rat, Gerichtstafelbeisitzer der Wieselburger Gespanschaft und ab 1850 erster Präsident des landwirtschaftlichen Bezirksvereines Baden. 1865 wurde ihm das Ehrendoktorat der Katholisch-Theologischen Fakultät der Universität Wien verliehen.
Anlässlich des Generalkapitels reiste er 1869 nach Rom und wurde am 9. April mit anderen Zisterzienseräbten in päpstlicher Audienz bei Pius IX. empfangen.
Gelähmt und in seinem Wirken sehr eingeschränkt, verbrachte er seine letzten Lebensjahre in Wien im Heiligenkreuzerhof, wo er verstarb. Er wurde auf dem Ortsfriedhof von Heiligenkreuz an der Ostmauer in einem Erdgrab bestattet, das sich heute unterhalb der Gruft der 1889 erbauten Friedhofskapelle befindet.